# ماريو إرب
ماريو إرب (بالألمانية: Mario Erb) هو لاعب كرة قدم ألماني، ولد في 16 يونيو 1990 في ميونخ في ألمانيا. شارك مع منتخب ألمانيا تحت 17 سنة لكرة القدم ومنتخب ألمانيا تحت 20 سنة لكرة القدم. أما مع النوادي، فقد لعب مع ألمانيا آخن وبايرن ميونخ الثاني ونادي أونترهاخينغ.

## وصلات خارجية
- ماريو إرب على موقع قاعدة بيانات كرة القدم.إي يو (الإنجليزية)
- ماريو إرب على موقع بيانات كرة القدم. دي إي (الألمانية)
- ماريو إرب على موقع Soccerway.com (الإنجليزية)
- ماريو إرب على موقع عالم كرة القدم.نت (الإنجليزية)